# Château de Laborde
 (avril 2023).
Si vous disposez d'ouvrages ou d'articles de référence ou si vous connaissez des sites web de qualité traitant du thème abordé ici, merci de compléter l'article en donnant les références utiles à sa vérifiabilité et en les liant à la section « Notes et références ».
Le château de Laborde  est une ancienne place forte ducale du XIVe siècle remaniée jusqu'au XXe siècle située à Meursanges  (Côte-d'Or) en Bourgogne-Franche-Comté.

## Localisation
Le château est situé au sud du village au lieu-dit Laborde-au-Château, au croisement de la RD 23 et de la RD 23c prolongée par l'impasse du château,.

## Description
Le château a disparu et les logis sont installés dans les dépendances. L'ensemble présente les vestiges du parc dessiné par André Le Nôtre. L'ensemble comprend plusieurs corps de communs situés de part et d'autre de l'impasse du Parc.
Un premier bâtiment de plan rectangulaire, situé au sud, se compose d'un corps central flanqué de deux pavillons carrés en façade est et ouest, il comprend un rez-de-chaussée et un étage de comble. Le toit à longs-pans et les toits en pavillon sont couverts de tuiles plates et éclairés par des lucarnes à fronton triangulaire. Le bâtiment est édifié en briques. Les baies sont rectangulaires. L'ensemble des dépendances est édifié en brique. Le corps de ferme comprend également plusieurs bâtiments. Le bâtiment principal se compose d'un corps central de plan rectangulaire flanqué de deux pavillons carrés en façade est et ouest, comprend un rez-de-chaussée et un comble. Le toit à longs-pans et les toits en pavillon sont couverts de tuiles plates et éclairés par des lucarnes. Le bâtiment est édifié en brique. Les baies sont rectangulaires et un vaste passage cocher en arc segmentaire se situe en façade sud. D'autres bâtiments d'exploitation se situent au nord de la cour.

## Historique
Propriété des ducs de Bourgogne, le château-fort de La Borde-Reullée est attesté dès le XIe siècle. En 1349, le duc Philippe de Rouvre le donne à son cousin, futur comte de Genève. Après la mort de ce dernier, le château passe à ses frères Jean, Pierre puis Robert III, antipape sous le nom de Clément VII, qui le garde jusqu'à sa mort. En 1395, Humbert de Villars en hérite et le cède à Oudard du Chasseron. En 1405, le duc Jean sans Peur le cède à son chancelier Jean de Saulx, seigneur de Courtivron. En 1421, Perrenette de Marrey, sa veuve, en hérite. En  1470, La Borde de Rullée est au comte de Charny. Le colombier et d'anciennes dépendances datent de cette époque.
La Borde-de-Reulée, érigé en marquisat en 1645, revient en 1653 à Nicolas Brûlart, président du parlement de Dijon, Son fils Nicolas II Brûlart fait édifier un nouveau Château dont la construction s’achève en 1678, surnommé « le Versailles de Bourgogne » et dont les jardins sont dus à André Le Nôtre. En 1686, la chapelle du château de Mâlain construite en 1390 pour Pierre de Montaigu est transférée à La Borde.
À la fin du XVIIIe siècle, le château est en partie ruiné et seuls subsistent une partie du mur d'enceinte, les vestiges du donjon et d'un corps de logis. Sur le cadastre de 1826, le château est encore un bâtiment en U entouré de douves et aujourd’hui disparu [réf. souhaitée].

## Valorisation du patrimoine
Au cœur d'un domaine viticole de Bourgogne, le château a été acheté aux Hospices de Beaune en 1998 par Hervé Kerlann.